# Viften (film)
 For alternative betydninger, se Viften (flertydig). (Se også artikler, som begynder med Viften)
|  | Denne artikel er oprettet af botten Steenthbot ud fra en ekstern database. Den kan derfor have sproglige fejl eller mangler. Denne skabelon kan fjernes efter kontrol af indholdet. |

Viften er en dansk spillefilm fra 2023 instrueret af Frederikke Aspöck og efter manuskript af Anna Neye.

## Handling
Stedet er Sankt Croix, De Dansk Vestindiske Øer, året er 1848. Anna Heegaard og Petrine er tætte veninder. Begge kvinder er farvede, men deres levevilkår er vidt forskellige – Anna er fri og ejer den slavegjorte Petrine. Anna lever sammen med generalguvernør Peter von Scholten på sit landsted, hvor hun styrer hjemmet, formuen og sin elskede og betroede husholderske Petrine. Alt er tilsyneladende, som det skal være, indtil rygterne om et oprør begynder at svirre. For hvilken side står Anna og Petrine egentlig på - og er det den samme?

## Medvirkende
- Sara Fanta Traore
- Anna Neye, Anne Hedegaard
- Claus Riis Østergaard
- Jesper Groth